# Szigethalom
Szigethalom – miasto w środkowych Węgrzech, na wyspie rzecznej Czepel, nad wschodnią odnogą Dunaju Ráckevei-duna. Leży pomiędzy innymi małymi miasteczkami Tököl i Szigetszentmiklós. Zwane „perłą wyspy Czepel”. 

## Współczesność
Szigethalom prawa miejskie otrzymało 1 czerwca 2004. W Szigethalom działają powstałe w okresie międzywojennym fabryka samochodów ciężarowych i fabryka samolotów. Miasto liczy ponad 17,2 tys. mieszkańców (styczeń 2011). Jest ośrodkiem sportu i kultury. Zalesione brzegi Małego Dunaju zapewniają warunki do wypoczynku i rekreacji.

## Transport
Miasto jest połączone z aglomeracją budapeszteńską i z Krajem Zadunajskim obwodnicą M0, zaś nowy most w Taksony łączy miasto z Wielką Niziną Węgierską. Dzięki temu w każdy weekend na rynku Szigethalom toczy się bardzo ożywiony handel. Znajduje się tu siedziba Auto Rad Controlle, węgierskiego producenta autobusów.

## Miasta partnerskie
- Jaworzno, Polska